# سوزان س. إلينبرغ
سوزان إس إلينبرغ هي متخصصه احصاء أمريكية متخصصة في تصميم التجارب السريرية وسلامة المنتجات الطبية. وهي أستاذة في الإحصاء الحيوي وأخلاقيات الطب والسياسة الصحية في كلية بيرلمان للطب في جامعة بنسلفانيا .  و كانت رئيسة عام 1993 لجمعية التجارب السريرية  ورئيسة عام 1999 لمنطقة أمريكا الشمالية الشرقية للجمعية الدولية للمقاييس الحيوية .

## التعليم والوظيفة
تخرجت إلينبرغ من كلية رادكليف في عام 1967.  حصلت على درجة الماجستير من كلية الدراسات العليا في جامعة هارفارد وأصبحت مدرسًة للرياضيات في المدرسة الثانوية. توقفت عن التدريس لتربية الأسرة ، وبدأت العمل كمبرمجة كمبيوتر لجيروم كورنفيلد في جامعة جورج واشنطن ، وهو شيء يمكنها القيام به أثناء العمل من المنزل.  أصبحت طالبة دراسات عليا في جامعة جورج واشنطن ، وحصلت على درجة الدكتوراه. في الإحصائيات الرياضية هناك في عام 1980 ،  مع الاستمرار في العمل في كورنفيلد . 
انضمت إلى المعهد الوطني للسرطان في عام 1982 ، وانتقلت في عام 1988 إلى المعهد الوطني للحساسية والأمراض المعدية كرئيسة لفرع الإحصاء الحيوي الذي تم إنشاؤه حديثًا في قسم الإيدز.  أثناء حضور مؤتمر دولي حول الإيدز في مونتريال ، حصلت Ellenberg على أجندة ACT UP لأبحاث العلاج حول إضفاء الطابع الإنساني على تجارب العقاقير. شاركت نسخًا مع مجموعة عمل من الإحصائيين في NIH و FDA ، وسرعان ما استكملها نشطاء الإيدز والأطباء المهتمون لمناقشة الأساليب المحسنة للبحوث السريرية الخاصة بالإيدز. لدورها في أبحاث الإيدز ، ظهرت إلينبرغ في الفيلم كيف تنجو من الطاعون . 
انتقلت مرة أخرى في عام 1993 إلى إدارة الغذاء والدواء ، كمدير لمكتب الإحصاء الحيوي وعلم الأوبئة في مركز تقييم وبحوث علم الأحياء. أخذت منصبها الحالي في مدرسة بيرلمان عام 2004. 
في عام 2011 ، أصبحت رئيسة مجلس أمناء المعهد الوطني للعلوم الإحصائية . في مدرسة بيرلمان ، عملت أيضًا كعميد مشارك للبحوث السريرية. 

## كتاب
مع توماس فليمنج وديفيد ديميتس ، ألينبرغ هي مؤلفة لجان مراقبة البيانات في التجارب السريرية: منظور عملي (وايلي ، 2002). 

## الانجازات و الجوائز اللتي حصلت عليها
أصبحت إلينبرغ زميلة في جمعية الإحصاء الأمريكية عام 1991.  وهي أيضًا عضو منتخب في المعهد الإحصائي الدولي وزميل في الجمعية الأمريكية لتقدم العلوم وجمعية التجارب السريرية. 
حصلت على جائزة المؤسسين من جمعية الإحصاء الأمريكية في عام 1996 ، وجائزة الإنجاز المتميز لعام 2014 من المعهد الوطني للعلوم الإحصائية ، وجائزة 2018 جانيت ل. نوروود عن الإنجاز المتميز الذي حققته امرأة في العلوم الإحصائية. 
في عام 2019 ، حصلت على جائزة فلورنس نايتنجيل ديفيد من لجنة رؤساء الجمعيات الإحصائية والكتلة النسائية في مجال الإحصاء «لأدوار قيادية مؤثرة في NIH و FDA وجامعة بنسلفانيا لتطوير وتقييم منهجيات جديدة ونهج متخصصة لتحسين إجراء التجارب السريرية ؛ للتأثير على الممارسة الأخلاقية وريادة تطوير السياسات التنظيمية الهامة ؛ للقيادة في وضع معايير لجان مراقبة بيانات التجارب السريرية ؛ للقيادة الإحصائية العليا للعديد من التجارب السريرية لشبكة البحث السريرية متعددة المراكز ؛ للقيادة المتميزة في العديد من الجمعيات المهنية و اللجان الوطنية والدولية التي تتصدى لتحديات الصحة العامة الكبرى ، ولتكون بمثابة نموذج أكاديمي استثنائي لأعضاء هيئة التدريس والطلاب». 

## روابط خارجية
- سوزان س. إلينبرغ على موقع IMDb (الإنجليزية)